# Манојло Кантакузин
За чланак о истоименом вођи побуне из 1453. године, погледајте чланак Манојло Кантакузин.
Манојло Кантакузин (грч. Μανουήλ Καντακουζηνός; рођен око 1326, преминуо 26.03. 1380) је био први морејски деспот (1348/1349 — 1380). Био је други син византијског цара Јована VI (1347—1354) и његове супруге царице Ирине Асен. Током своје владавине, успео је да сузбије самовољу локалних господара и учврсти централну власт. Повезао се са својим латинским суседима око борбе против Османлија, а успешним вођењем Морејске деспотовине се одржао на власти, противно потпуном поразу Кантакузина у борби за власт са царем Јованом V Палеологом (са прекидима 1341 — 1391), који га је на крају и сам прихватио за владара Мореје. Деспот Манојло је био ктитор цркве свете Софије у Мистри, која се данас, заједно са целим градом, налази на списку УНЕСКОве светске баштине.

## Живот и владавина
Манојло је рођен око 1326. године, као други син Јована Кантакузина. Манојло се први пут помиње у марту 1342. године, када су он и његов брат Матија Кантакузин пратили свог оца из Дидимотике ка Солуну као војни заповедници. У априлу следеће године цар Јован VI је уз помоћ краља Стефана Душана ушао у Верију и поставио Манојла за управника града. У јуну 1345. године, присталице његовог оца су преузеле контролу над Солуном и упутиле позив за помоћ Манојлу, али је војска коју је послао стигла прекасно да спасе ситуацију. Краљ Стефан Душан Немањић је 1347. године, отео Верију од Манојла, приморавши га да потражи уточиште код свог стрица Јована Анђела у Тесалију. Након што је његов отац преузео контролу над Цариградом у мају 1347. године, позвао је Манојла да дође у Цариград, а следеће године поверио је Манојлу управу над Цариградом. Као кефалатикеуонтес („главар“) града, Манојло је водио одбрану од Ђеновљана у рату 1348–1349. године. Током свог боравка у Цариграду, Манојло се оженио ћерком Константина II (1342—1344), краља Киликије.
По завршетку рата са Ђеновом, његов отац је именовао Манојла за гувернера Мореје и стигао је у своју провинцију 25. октобра 1349. године. Манојло је био први у низу дуго владајућих гувернера провинције који су носили титулу деспота и били у блиском сродству са царевима у Цариграду. Деспот Манојло Кантакузин је успоставио ред у својој провинцији сламањем опозиције локалних угледника (Архоната). Његов успех је био такав да када је цар Јован VI Кантакузин био приморан да абдицира од стране свог зета цара Јована V Палеолога, деспот Манојло је био у стању да се одупре покушају да га замене на месту гувернера од стране Михајла и Андрије Асена, које је цар Јован V Палеолог, послао да преузму управу над Морејом. На крају је нови режим признао деспота Манојла за гувернера Мореје. Након абдикације његовог оца цара Јована VI Кантакузина, који је сада био монах Јосаф, остатак његове породице придружио се деспоту Манојлу у Мореји. Неки од Манојлових непријатеља ширили су гласине да је његов старији брат, бивши цар Матија Кантакузин, планирао да га замени на месту гувернера, али када су га уверили да су гласине лажне, њих двојица су радили заједно у администрацији покрајине, иако Никол примећује " Матија је играо само споредну улогу.“
Током већег дела своје владавине, деспот Манојло је одржавао мирне односе са својим латинским суседима и обезбедио дуг период просперитета за ову област. Грчко-латинска сарадња укључивала је савез са циљем да обузда нападе султана Мурата I на Мореју 1360-их. Арагонска верзија Хронике Мореје наводи да је, у савезу са Гаутиером де Лором, Млечанима и хоспиталцима, постигао поморску победу над турском флотом код Мегаре, запаливши 35 непријатељских бродова; преживели су затим побегли код Роџера из Лурије у Тебу. С друге стране, средином 1370-их био је увучен у сукоб између Франческа Сансверина, Баила од Ахаје и града Гардики (данашњи Анаврито). Кренуо је са војском која се састојала од 1000 витезова и 2000 пешака, коју је разбио Сансверино; деспот Манојло је успео да побегне са преживелима из своје војске. На крају су франачки витезови уморни од опсаде Гардикија одустали од опсаде.
Штавише, деспот Манојло је подстицао досељавање Албанаца да се населе у опустошеној покрајини као извор економске и војне радне снаге.
Деспот Манојло Кантакузин је преминуо 26.03. 1380. године у Мистри, а наследио га је старији брат Матија (цар савладар 1353 — 1357), који му је од 1361. године помогао у руковођењу деспотовином. Никол сматра да је деспот Манојло Кантакузин сахрањен у Мистри.

## Породица
Деспот Манојло је био верен за Изабелу (или Зампеа-Марију) де Лизињан (око 1333. године – на Кипру, 1382–1387), ћерку Гија од Лизињана (краља Константина II или IV од Јерменског краљевства Киликије) нешто пре 1341. године, док је још био жив цар Андроник III Палеолог. Међутим, после Андроникове смрти, Гиј се посвађао са Јованом Кантакузином око наследства и веридба је раскинута, а Манојло је уместо њега верен за ћерку Јована Оливера, војводе Овчег Поља. Након што је Јован Кантакузин однео победу у грађанском рату, Манојло се потрудио да истакне да у овој другој веридби није било завета, тако да његов брак са Исабелом не би био нерегуларан. Она га је пратила у Мореју 1349. године, живећи са њим до његове смрти; Никол спекулише да се, иако постоје неки докази да је управљала Деспотовином након његове смрти, преселила на Кипар где је имала породицу. Нису имали деце.

## Породично стабло
|  |                        |  |  |  |  |  |  |  |  |  |  |  |  |  |  |  |
|  | 2. Јован VI Кантакузин |  |  |  |  |  |  |  |  |  |  |  |  |  |  |  |
|  |                        |  |  |  |  |  |  |  |  |  |  |  |  |  |  |  |
|  |                        |  |  |  |  |  |  |  |  |  |  |  |  |  |  |  |
|  | 1. Манојло Кантакузин  |  |  |  |  |  |  |  |  |  |  |  |  |  |  |  |
|  |                        |  |  |  |  |  |  |  |  |  |  |  |  |  |  |  |
|  |                        |  |  |  |  |  |  |  |  |  |  |  |  |  |  |  |
|  | 3. Ирина Асен          |  |  |  |  |  |  |  |  |  |  |  |  |  |  |  |
|  |                        |  |  |  |  |  |  |  |  |  |  |  |  |  |  |  |
|  |                        |  |  |  |  |  |  |  |  |  |  |  |  |  |  |  |